# Море (музичка група)
Море је била југословенска и хрватска поп музичка група. Основали су је Слободан М. Ковачевић и Мери Цетинић 1972. године у Сплиту; били су активни 14 година.

## Историјат
1972. године, на Педагошкој академији Слободан М. Ковачевић среће Мери Цетинић и заједно оснивају групу Море, у којој је Мери вокал и свира клавир. Такође, уз Слободана М. Ковачевића, Мери је композитор и аранжер групе.
Снимају неколико сингл плоча и албум Море који постиже велики успех, као и насловна песма Море, море.
Уједно на сплитском фестивалу група има два запажена успеха са песмама Гдје год да пођеш и Само симпатија. У групи, 1973. године, пева и Оливер Драгојевић. У групу долази и Драгољуб Мило Васић, познатији као Јасмин Ставрос. 
Мери Цетинић напушта групу 1978. године, када почиње солистичку каријеру.
На другом албуму Нови хоризонти, вокал је Слободан М. Ковачевић.
Осамдесетих година у групу долазе Теди Бајић (познатији као Теди Спалато) који свира гитару и Реми Казиноти који је на клавијатурама. 
1983. године, као вокал долази Дорис Драговић, с којом снимају албуме Хајде да се мазимо и Тигрица. Када Дорис Драговић почиње солистичку каријеру, 1986. године, и група се распада.
Прије неколико година, састали су се бивши чланови групе Море: Слободан М. Ковачевић, Мери Цетинић, Оливер Драгојевић, Дорис Драговић и Теди Спалато, ради снимања нове верзије песме Море, а поводом 40 година од оснивања групе.
Од 1992. године, Слободан М. Ковачевић наставља своје стваралаштво у Црној Гори, као самостални аутор и извођач. Паралелно са музичким стваралаштвом, одвија се и ликовно стваралаштво, што је резултирало његовом првом самосталном изложбом 2008. године под називом Пут до сопствене душе.

## Фестивали
Опатија:
- Ово вријеме (вокал Мери Цетинић), '75
- Капуцинер (вокал Дорис Драговић), '84

Сплит:
- Ја ћу плакати сама (вокал Мери Цетинић), '74
- Бакалар (вокал Мери Цетинић и заједнички наступ са Ђанијем Маршаном), '74
- Гдје год да пођеш (вокал Мери Цетинић), трећа награда публике, прва награда стручног жирија и награда за интерпретацију, '75
- Само симпатија (вокал Мери Цетинић), '78
- И овог љета поћи ћу на море (вокал Tonči Della Zotta), '80
- Рибар (са Владимиром Савчићем Чобијем), '82
- Каријола (вокал Дорис Драговић), '83
- Мики Маус (вокал Дорис Драговић), '84
- Бијела птица (вокал Дорис Драговић, вече Устанак и море), '84

Загреб:
- Раскршће свих путова (вокал Мери Цетинић), '74
- Стерео (вокал Дорис Драговић), '84